# Tegalurung (Cilamaya Kulon)
Tegalurung is een bestuurslaag in het regentschap Karawang van de provincie West-Java, Indonesië. Tegalurung telt 4611 inwoners (volkstelling 2010).